# Meurtre de Lee Rigby
Le 22 mai 2013, un soldat de l'armée britannique, Lee Rigby, fusilier du Royal Regiment of Fusiliers, est tué par deux terroristes islamistes à Londres.

## Préparations
Michael Adebolajo et Michael Adebowale préméditent leur crime. Le 21 mai 2013, ils achètent de gros couteaux de cuisine. Puis Michael Adebolajo rédige sur un cahier une lettre de suicide.

## Meurtre

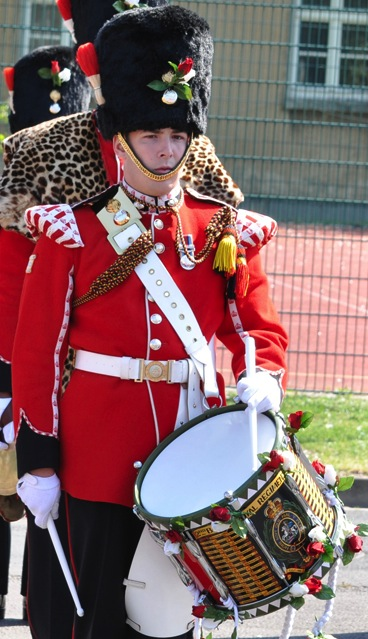
Lee Rigby.

L'après-midi du 22 mai 2013, un soldat de l'armée britannique, Lee Rigby, 25 ans, fusilier du Royal Regiment of Fusiliers,  rentre de son poste à la Tour de Londres et se dirige vers sa caserne des Royal Artillery Barracks de Woolwich, dans le sud-est de Londres,, vêtu d'une tenue civile mais portant un sac à dos militaire. Il est pris pour cible par les deux terroristes, avec leur voiture, une Vauxhall Tigra, alors que le soldat marche dans Wellington Street, les terroristes foncent sur Lee Rigby et le percutent en lui brisant le dos. Puis, les deux assaillants s'acharnent sur Lee Rigby avec leurs couteaux, et arrivent presque à le décapiter.
Les hommes traînent le corps de Lee Rigby sur la route et restent sur les lieux jusqu'à l'arrivée des policiers, indiquant aux passants qu'ils ont tué un soldat pour venger le meurtre de musulmans par les forces armées britanniques.
Des policiers non armés sont arrivés sur les lieux quelques minutes après l'appel d'urgence et mettent en place un cordon de sécurité. Des policiers armés sont ensuite arrivés. Les assaillants, brandissant une arme à feu, chargent la police, qui réplique et les blesse. Appréhendés, Michael Adebolajo et Michael Adebowale se révèlent être des Britanniques d'origine nigériane, élevés en tant que chrétiens et convertis à l'Islam.

## Procès
Le 19 décembre 2013, les deux assaillants sont reconnus coupables de l'assassinat de Rigby. Le 26 février 2014, ils sont condamnés à la prison à vie. L'attaque est condamnée par les dirigeants politiques, des associations musulmanes au Royaume-Uni et dans la presse internationale,.

## Documentaire télévisé
- « Lee Rigby » dans Ces crimes qui ont choqué le monde sur Numéro 23, RMC Découverte et Investigation.